# Bombardier Dash 8

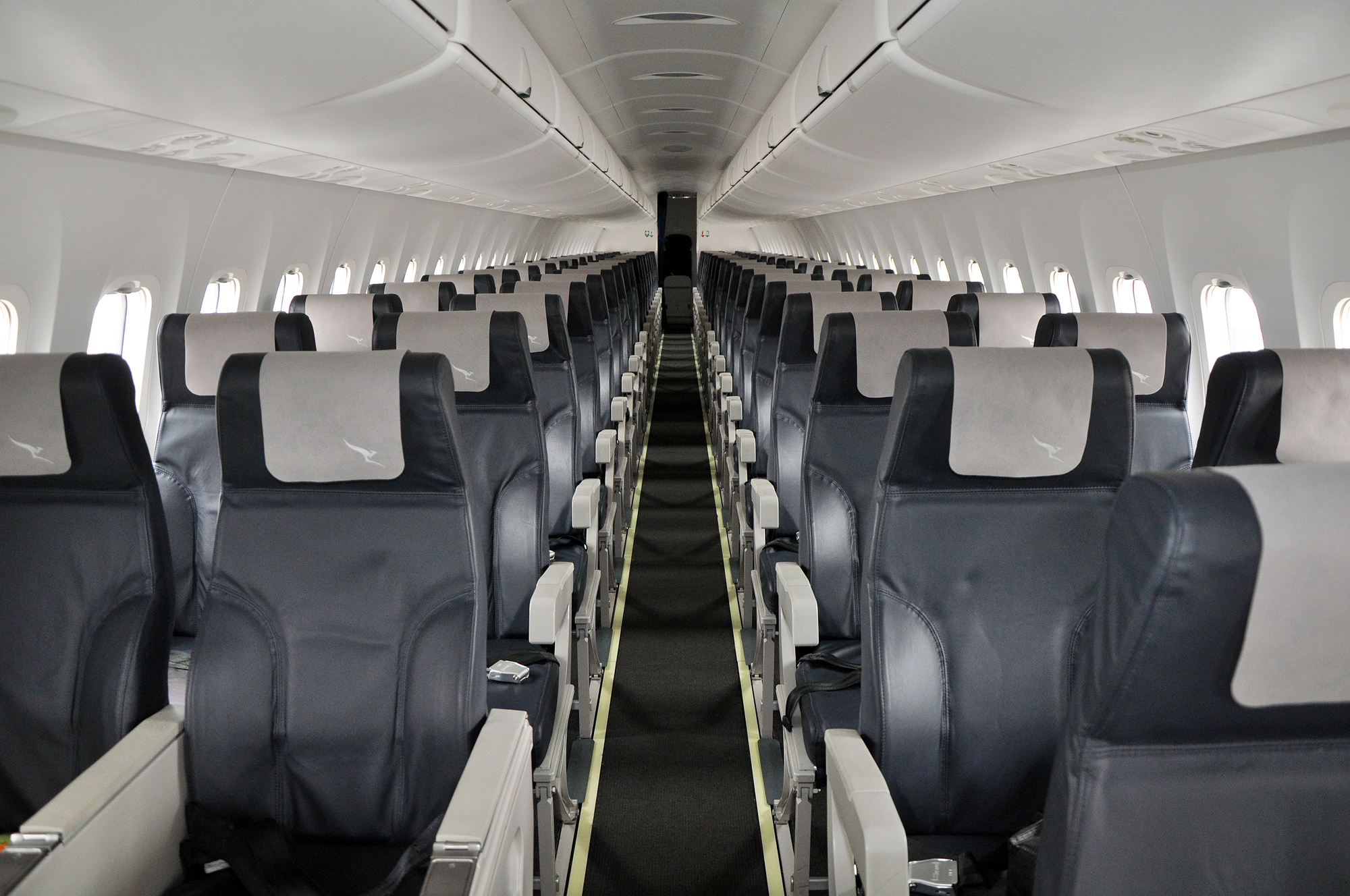
Kabina Bombardier Dash 8-Q402 QantasLink, 2014

Bombardier Dash 8 (zkráceně Dash 8) nebo Q-Series, dříve známý jako de Havilland Canada Dash 8 nebo také DHC-8, je kanadské turbovrtulové úzkotrupé dopravní letadlo určené pro přepravu osob na regionálních linkách. První let prototypu letadla Dash 8 (verze Dash 8-100) se konal dne 20. června 1983. O dva roky později zavedla kanadská letecká společnost NorOntair do provozu první letadlo tohoto typu. V roce 2010 letadla Q-Series překonala hranici 1000 vyrobených kusů. Uspořádání sedadel v kabině tohoto letounu je obvykle 2 sedadla, ulička, 2 sedadla. Letadlo má kapacitu 37 až 78 cestujících v závislosti na typu.
V listopadu 2018 bylo oznámeno, že společnost již nebude vyrábět a tento ztrátový projekt Bombardier Dash Q400 a převezme ho irský výrobce letounů Viking Air.
V dubnu 2020 letoun DHC-8-200 společnosti Air Greenland stanovil nový rekord. Na přímém letu z Kodaně do Nuuku urazil vzdálenost 3 554 km a let zabral 7 hodin a 52 minut.

## Vývoj
Letadlo DHC-8 Dash 8 bylo navržené koncem 70. a začátkem 80. let 20. století jako reakce na poptávku po nových typech regionálních dopravních letadel na leteckém trhu, poháněných turbovrtulovými motory, s kapacitou 30 až 40 cestujících. Letadlo bylo původně vyráběné firmou de Havilland Canada. Od roku 1992, kdy firmu de Havilland Canada převzala společnost Bombardier Aerospace, bylo letadlo vyráběné už jen firmou Bombardier Aerospace. V roce 2018 projekt odkoupila společnost Viking Air.

## Verze

### Série 100

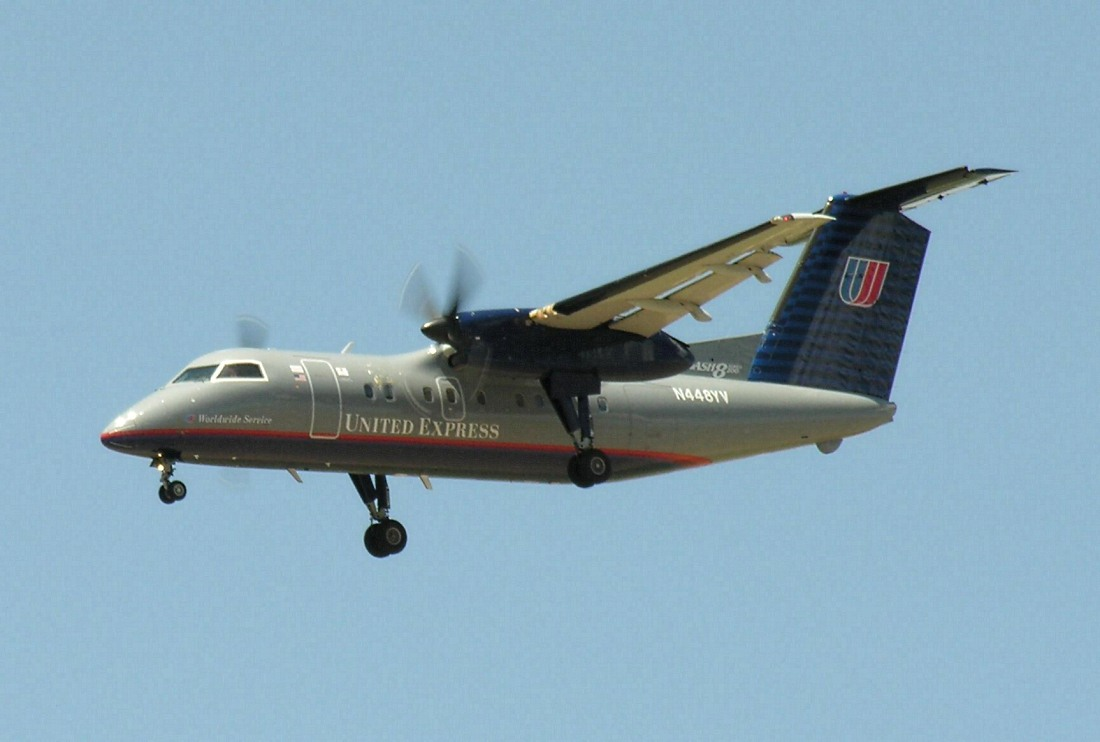
Bombardier Dash 8-100 (N448YV) společnosti United Express v roce 2005

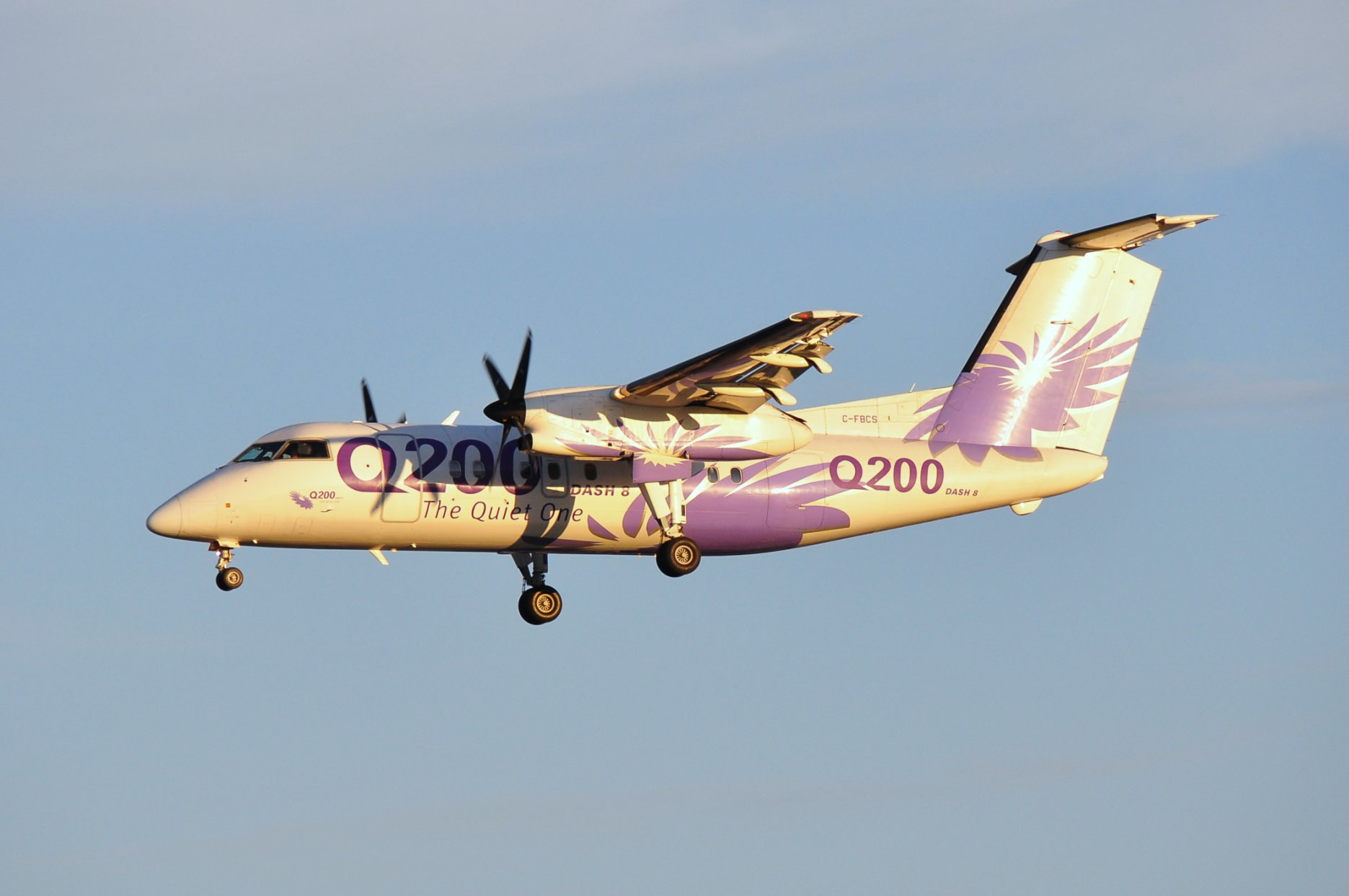
Bombardier Dash 8-Q200 (C-FBCS) v roce 2010

DHC-8-100 Series
Původní 37 nebo až 39 místní verze, uvedena do provozu v roce 1984.
DHC-8-101
Varianta z roku 1984 poháněná dvěma motory PW120 nebo PW120A a se vzletovou hmotností 15 000 kg.
DHC-8-102
Varianta z roku 1986 poháněná dvěma motory PW120A nebo PW121 a se vzletovou hmotností 15 650 kg.
DHC-8-103
Varianta z roku 1987 poháněná dvěma motory PW121 a se vzletovou hmotností 15 650 kg.
DHC-8-106
Varianta z roku 1992 poháněná dvěma motory PW121 a se vzletovou hmotností 16 450 kg.
DHC-8M-100
Dvě letadla byla dodána pro Transport Canada.
CC-142
Vojenská transportní verze pro Royal Canadian Air Force v Evropě.
CT-142
Vojenská navigační cvičná verze pro Royal Canadian Air Force.
E-9A
Vojenská verze vybavená radarem. Tuto verzi používá letectvo Spojených států amerických.

### Série 200
DHC-8-200 Series
Verze s trupem letadla série 100 a se silnějšími motory typu Pratt & Whitney Canada PW123 s výkonem 1 600 kW. Letadla Dash 8 série 200 jsou schopná pojmout 37 až 39 cestujících, podobně jako série 100.
DHC-8-201
Varianta z roku 1995 poháněná dvěma motory PW123C.
DHC-8-202
Varianta z roku 1995 poháněná dvěma motory PW123D.
Q200
Verze DHC-8-200 s aktivním tlumením hluku a vibrací motorů.

### Série 300

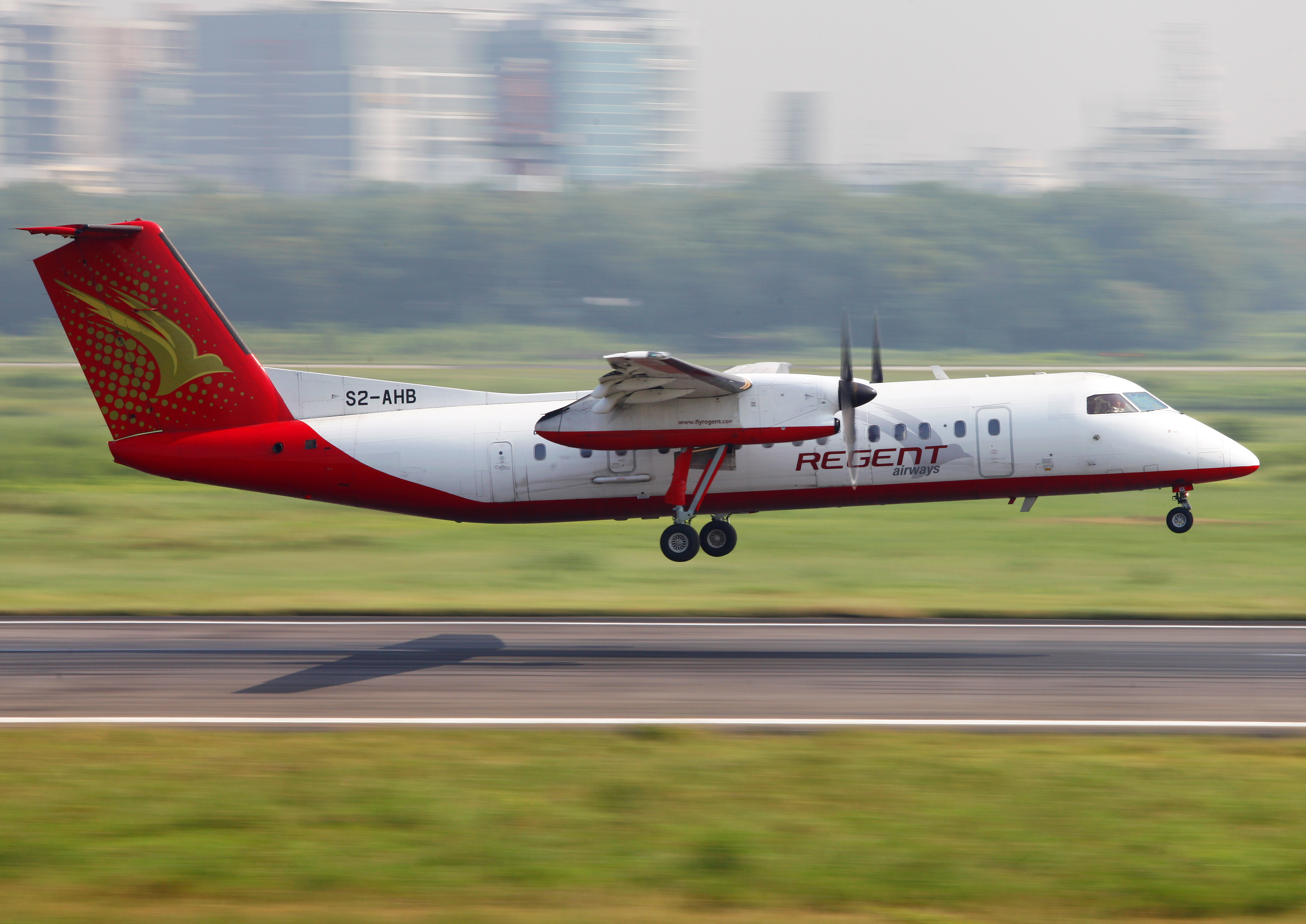
Regent Airways Bombardier Dash 8-Q311 (S2-AHB) přistávající na letišti Dháka v roce 2012

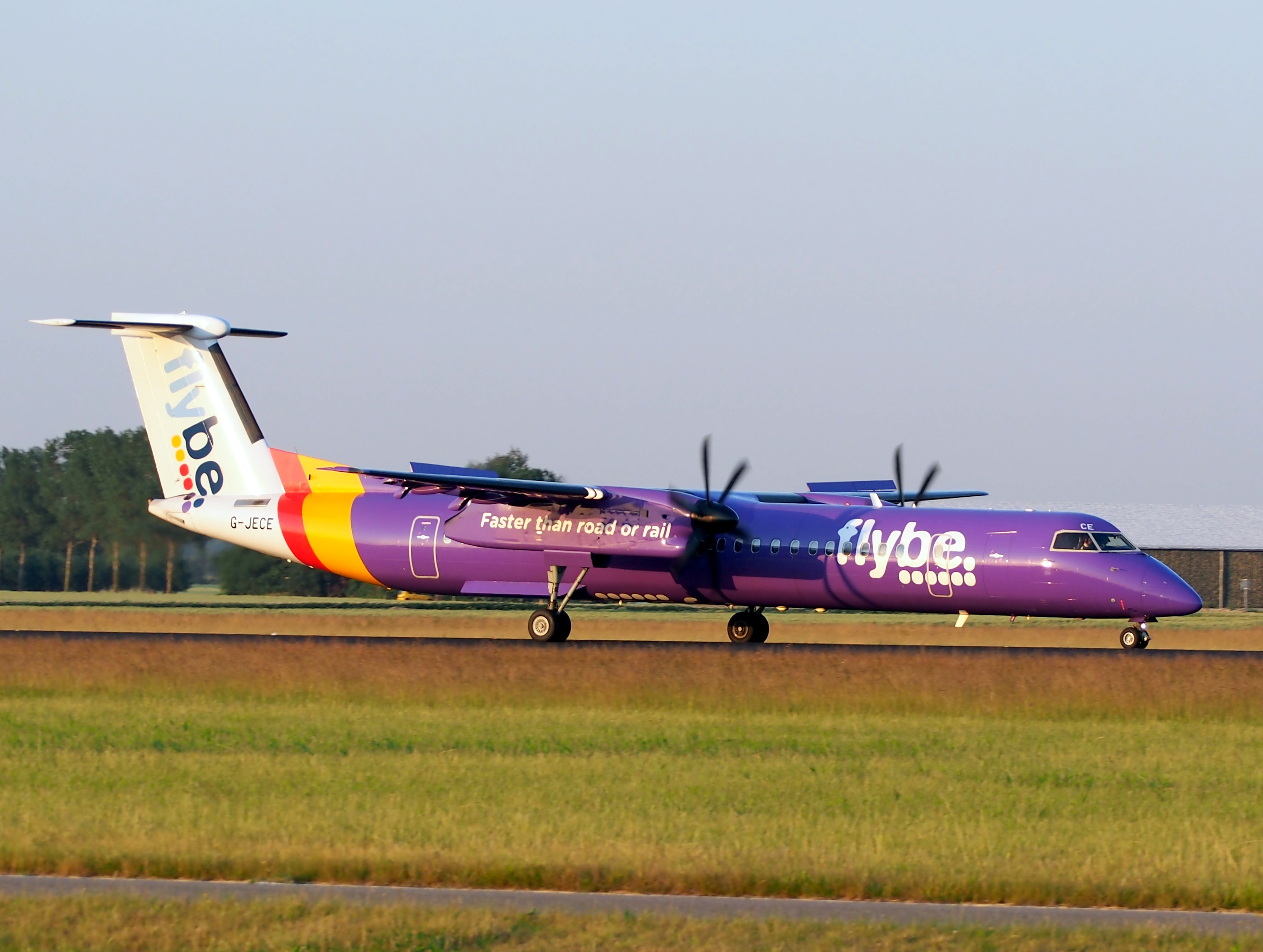
Bombardier Dash 8-Q402 (G-JECE) společnosti Flybe přistávající na letišti Schiphol v roce 2015

DHC-8-300 Series
Verze prodloužená o 3,43 m od předcházejících sérií 100/200 a s kapacitou 50 až 56 cestujících. Letadla DHC-8 série 300 byla uvedena do provozu v roce 1989. Poháněna jsou dvěma motory PW123/PW123B/PW123E, každý motor s výkonem 1 860 kW.
DHC-8-301
Varianta z roku 1989 poháněná dvěma motory PW123.
DHC-8-311
Varianta z roku 1990 poháněná dvěma motory PW123.
DHC-8-314
Varianta z roku 1992 poháněná dvěma motory PW123B.
DHC-8-315
Varianta z roku 1995 poháněná dvěma motory PW123E.
DHC-8-300A
Verze DHC-8-300 s větším užitným zatížením.
Q300
Verze DHC-8-300 s aktivním tlumením hluku a vibrací motorů.

### Série 400

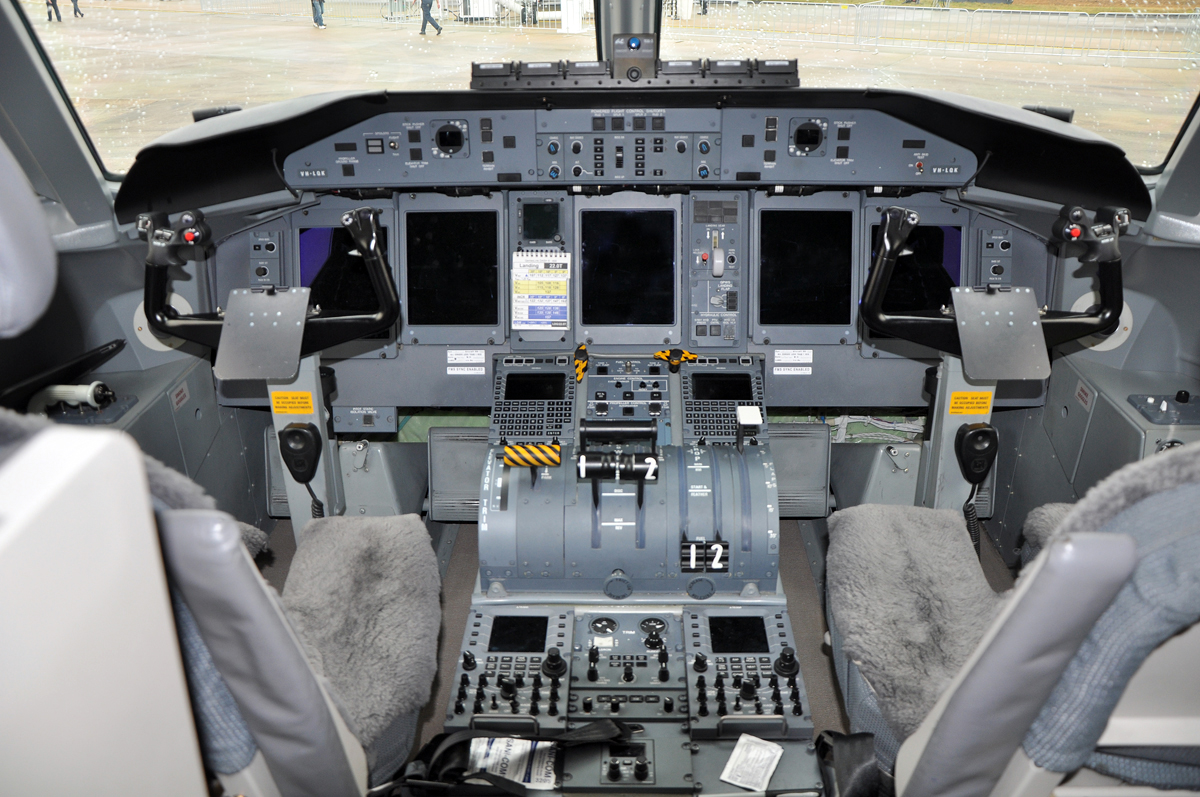
Kokpit novějšího Dash 8-Q402 společnosti QantasLink

Q400
Prodloužená verze s kapacitou 70 až 78 cestujících. Verze Q400 byla uvedená do provozu v roce 2000. Letadla Dash 8 Q400 mají cestovní rychlost 670 km/h, což je o 140 km/h více než předcházející varianty. Poháněné jsou motory PW150A s výkonem 3 781 kW. Maximální letová výška je 7 600 m pro standardní verzi. Všechna letadla Dash 8 Q400 jsou vybavená aktivním tlumením hluku a vibrací motorů.
Q400 NextGen
Verze Q400 s vylepšenou kabinou, osvětlením, okny, stropními prostory, podvozkem, sníženou potřebou paliva a náklady na údržbu.
Q400-MR
Verze Q400 přizpůsobená pro hašení požárů. Tato verze může nést až 2 600 galonů vody nebo pěny na hašení.
DHC-8-400
Varianta z roku 1999 s kapacitou 68 cestujících.
DHC-8-401
Varianta z roku 1999 s kapacitou 70 cestujících.
DHC-8-402
Varianta z roku 1999 s kapacitou 78 cestujících.
DHC-8-402PF
Varianta z roku 2008 s nákladními paletami s užitným zatížením 9 000 kg.

## Specifikace

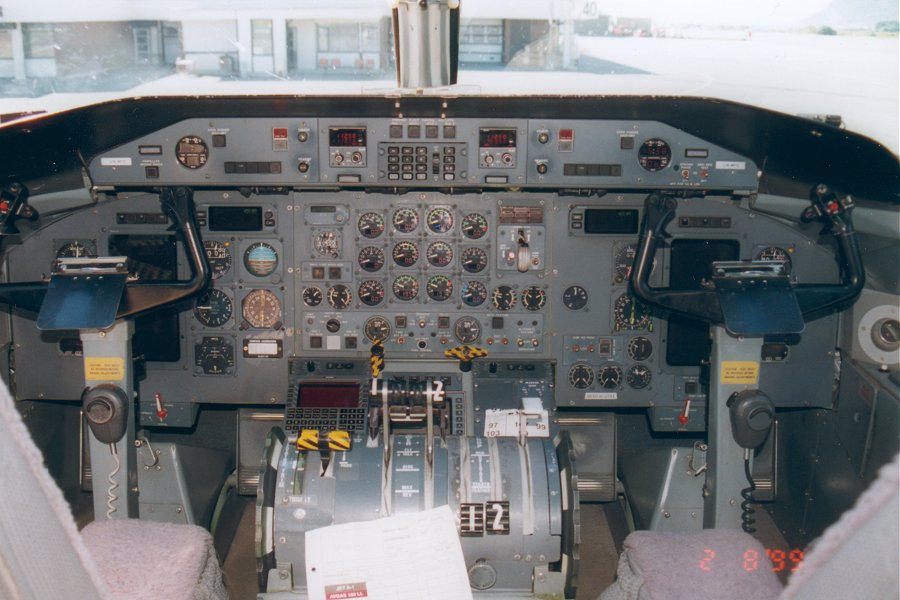
Kokpit staršího DHC-8-300

|                                                            | Series 100       | Series 200       | Series 300       | Series 400       |
| ---------------------------------------------------------- | ---------------- | ---------------- | ---------------- | ---------------- |
| Cena (US $, červen 2016)                                   | 12,5 miliónů $   | 13 miliónů $     | 17 miliónů $     | 27 miliónů $     |
| Vyrobených kusů (červen 2016)                              | 299              | 105              | 267              | 363              |
| Uvedeny do provozu                                         | 1984             | 1995             | 1989             | 2000             |
| Rozměry                                                    |                  |                  |                  |                  |
| Délka                                                      | 22,25 m          | 22,25 m          | 25,68 m          | 32,81 m          |
| Výška (i s ocasním křídlem - výškovkou)                    | 7,49 m           | 7,49 m           | 7,49 m           | 8,3 m            |
| Průměr trupu                                               | 2,69 m           | 2,69 m           | 2,69 m           | 2,69 m           |
| Max. výška vnitřního prostoru                              | 2,03 m           | 2,03 m           | 2,03 m           | 2,03 m           |
| Délka vnitřního prostoru                                   | 9,1 m            | 9,1 m            | 12,6 m           | 18,8 m           |
| Rozpětí                                                    | 25,89 m          | 25,89 m          | 27,43 m          | 28,4 m           |
| Nosná plocha                                               | 54,4 m²          | 54,4 m²          | 56,2 m²          | 63,1 m²          |
| Hlavní technické údaje                                     |                  |                  |                  |                  |
| Motory                                                     | 2× PW120A/PW121  | 2× PW123C/D      | 2× PW123B        | 2 PW150A         |
| Typický počet pasažérů                                     | 37 (jedna třída) | 37 (jedna třída) | 50 (jedna třída) | 70 (jedna třída) |
| Max. počet přepravovaných osob                             | 37-39            | 37-39            | 50-56            | 68-78            |
| Maximální cestovní rychlost                                | 500 km/h         | 537 km/h         | 528 km/h         | 667 km/h         |
| Maximální dostup                                           | 7 620 m          | 7 620 m          | 7 620 m          | 8 230 m          |
| Dolet (s typickým počtem pasažerů)                         | 1 889 km         | 1 713 km         | 1 558 km         | 2 522 km         |
| Dolet (s přídavnými nádržemi)                              | -                | -                | 2 034 km         | -                |
| Potřebná délka vzletové dráhy (s max. vzletovou hmotností) | 800 m            | 800 m            | 1178 m           | 1402 m           |
| Hmotnosti                                                  |                  |                  |                  |                  |
| Max. vzletová hmotnost                                     | 16 470 kg        | 16 470 kg        | 19 500 kg        | 29 260 kg        |
| Max. přistávací hmotnost                                   | 15 650 kg        | 15 650 kg        | 19 050 kg        | 28 010 kg        |
| Max. hmotnost bez paliva                                   | 14 700 kg        | 14 700 kg        | 17 920 kg        | 25 850 kg        |
| Max. kapacita palivových nádrží                            | 3 160 l          | 3 160 l          | 3 160 l          | 6 526 l          |
| Hmotnost prázdného stroje                                  | 10 483 kg        | 10 483 kg        | 11 791 kg        | 17 185 kg        |
| Běžná hmotnost nákladu                                     | 3 407 kg         | 3 407 kg         | 5 138 kg         | 8 670 kg         |